# 宇都宮市立図書館
宇都宮市立図書館（うつのみやしりつとしょかん）は、栃木県宇都宮市の公共図書館である。中央、東、河内、上河内、南の5つの図書館のほか、市内の生涯学習センター（公民館等）に図書室を設置し、図書室でも小説・実用書・児童書を用意しているほか、各図書館所蔵で貸出可能な図書の予約受付・受取・返却が可能となっている。

## 歴史
- 1971年 前身となる移動図書館が運行を開始した[3]。
- 1981年 宇都宮市立図書館（現・中央図書館）が開館[3]。

　その後は、生涯学習センター(旧公民館)図書室が増加したり、オンライン化が進んだ。
- 1992年 宇都宮市立東図書館が開館。
- 2005年 移動図書館が廃止される。
- 2007年4月 宇都宮市が河内町、上河内町と合併し、これらの図書館を引きぐ。
- 2007年7月 バンバ出張所内に図書館ブランチが設置された。
- 2011年4月1日 宇都宮市立図書館から宇都宮市立中央図書館に改称。
- 2011年7月16日 宇都宮市立南図書館が開館。

## 各館

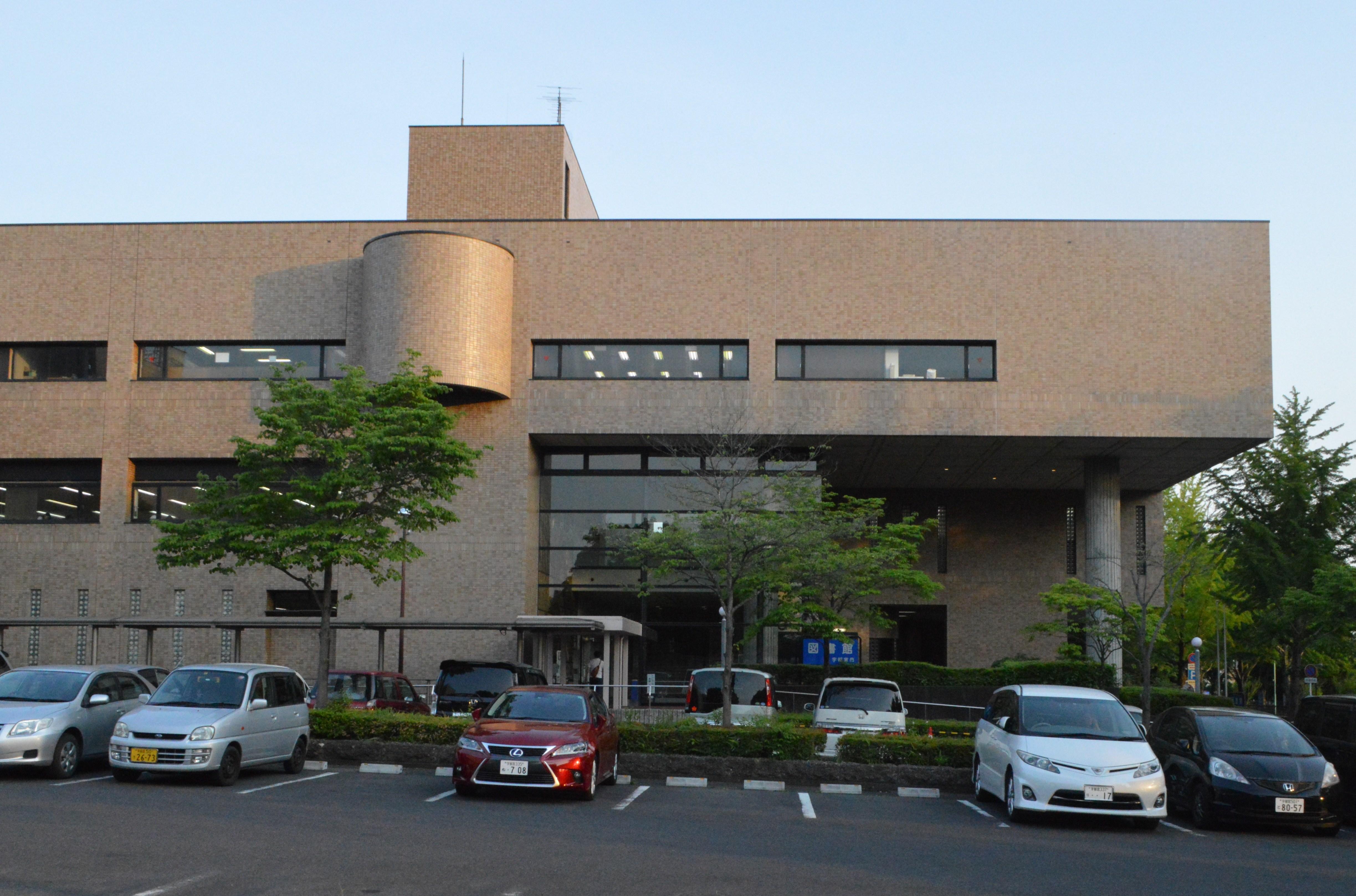
中央図書館
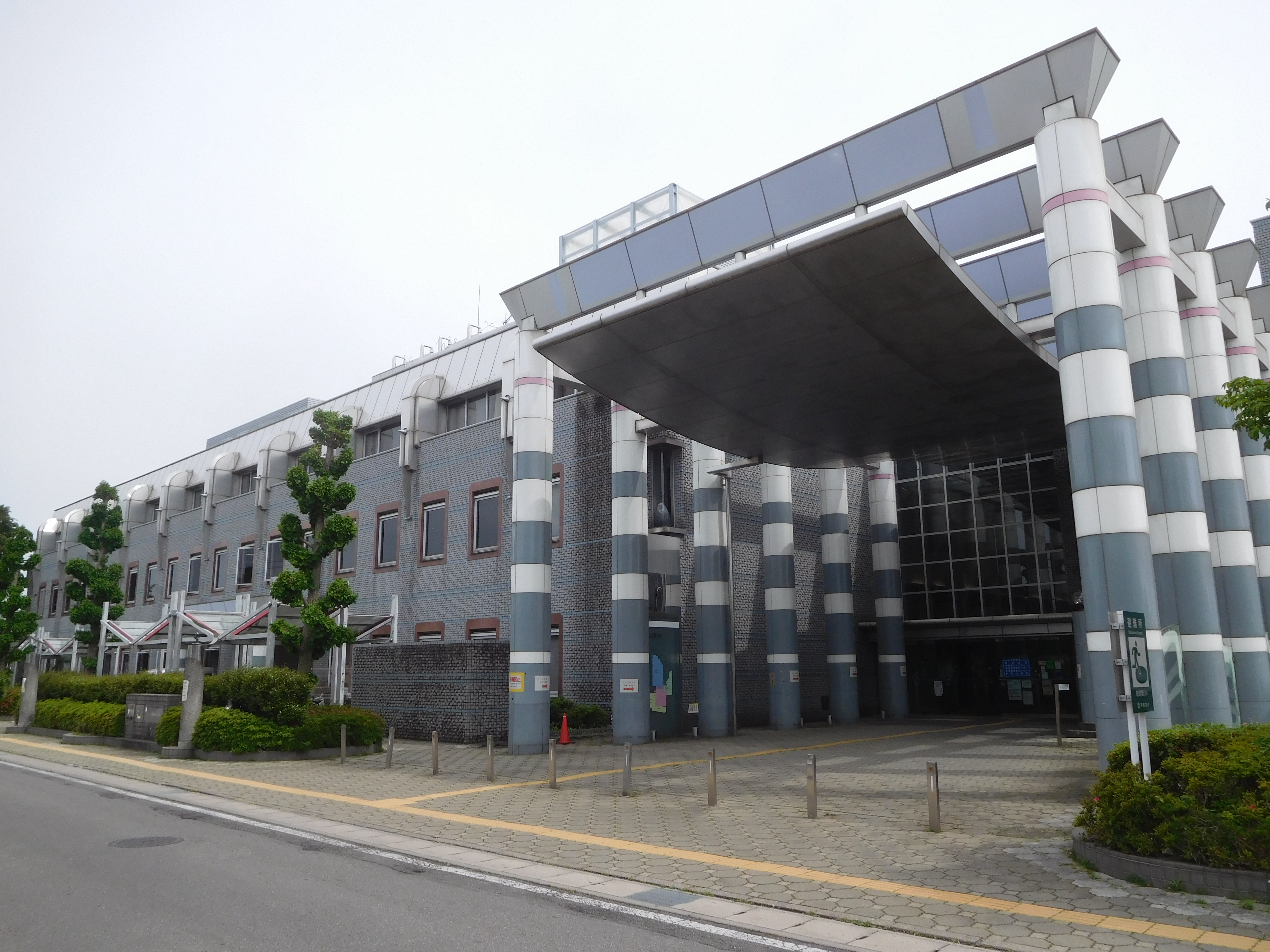
東図書館
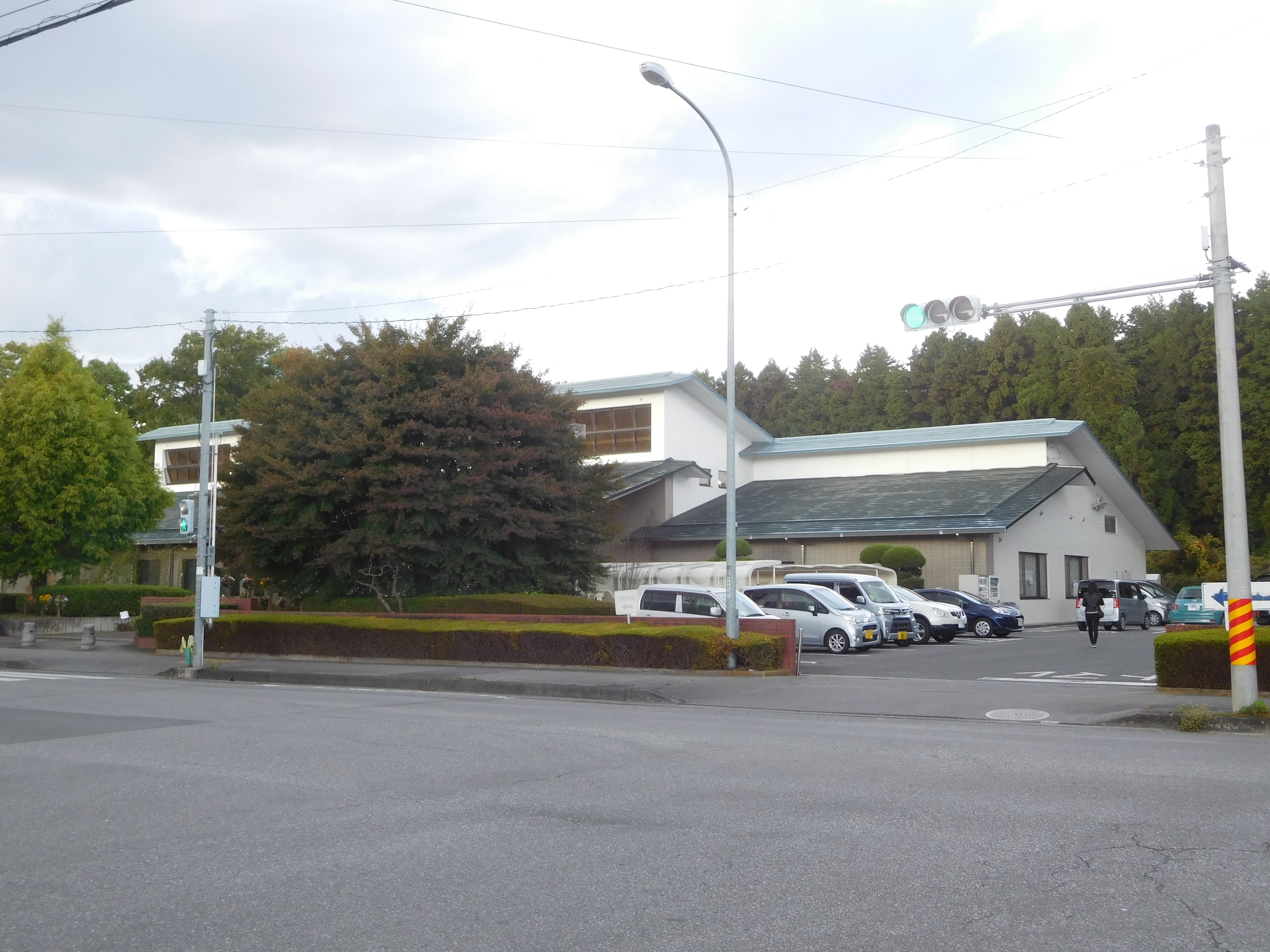
河内図書館
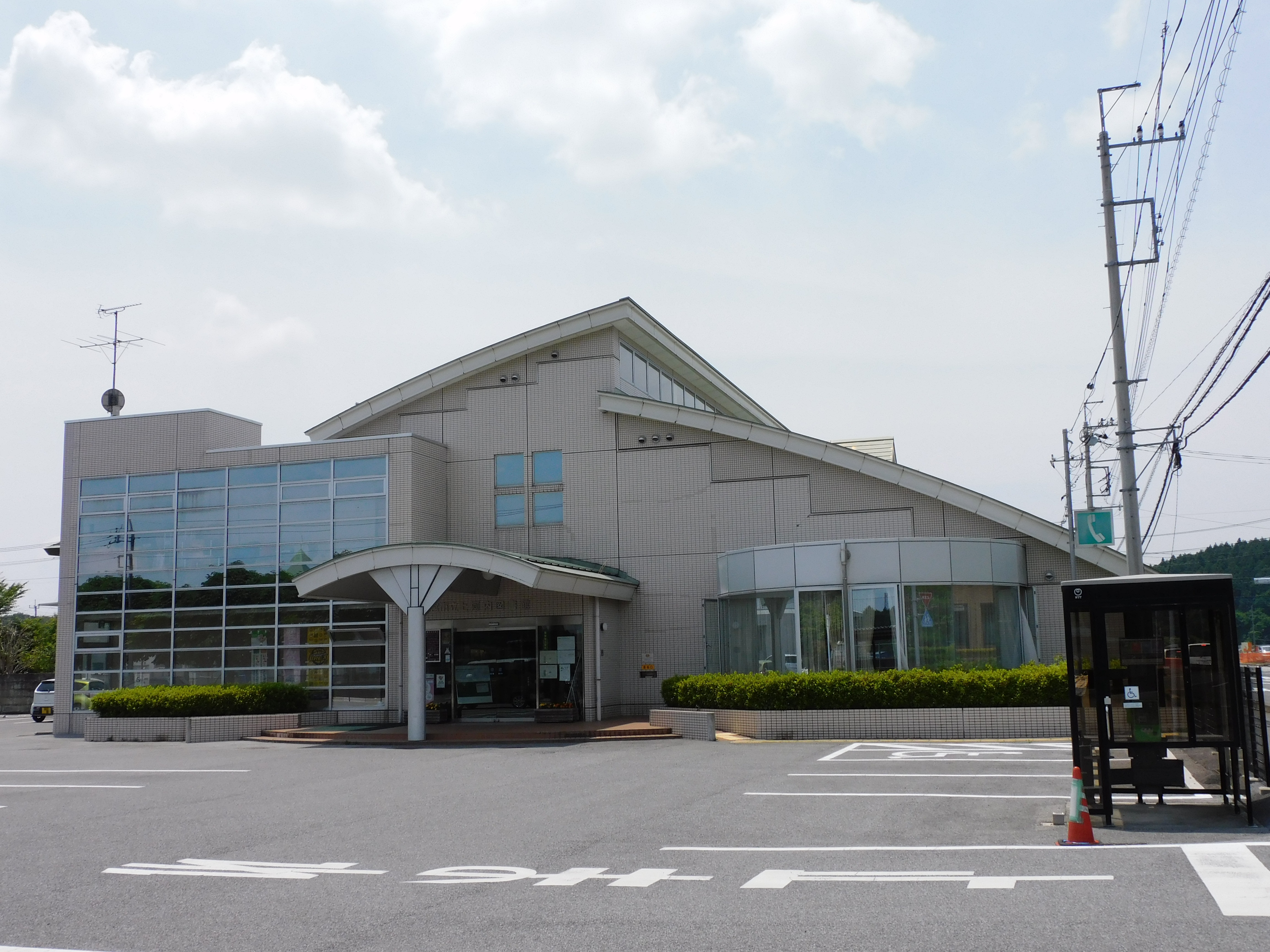
上河内図書館
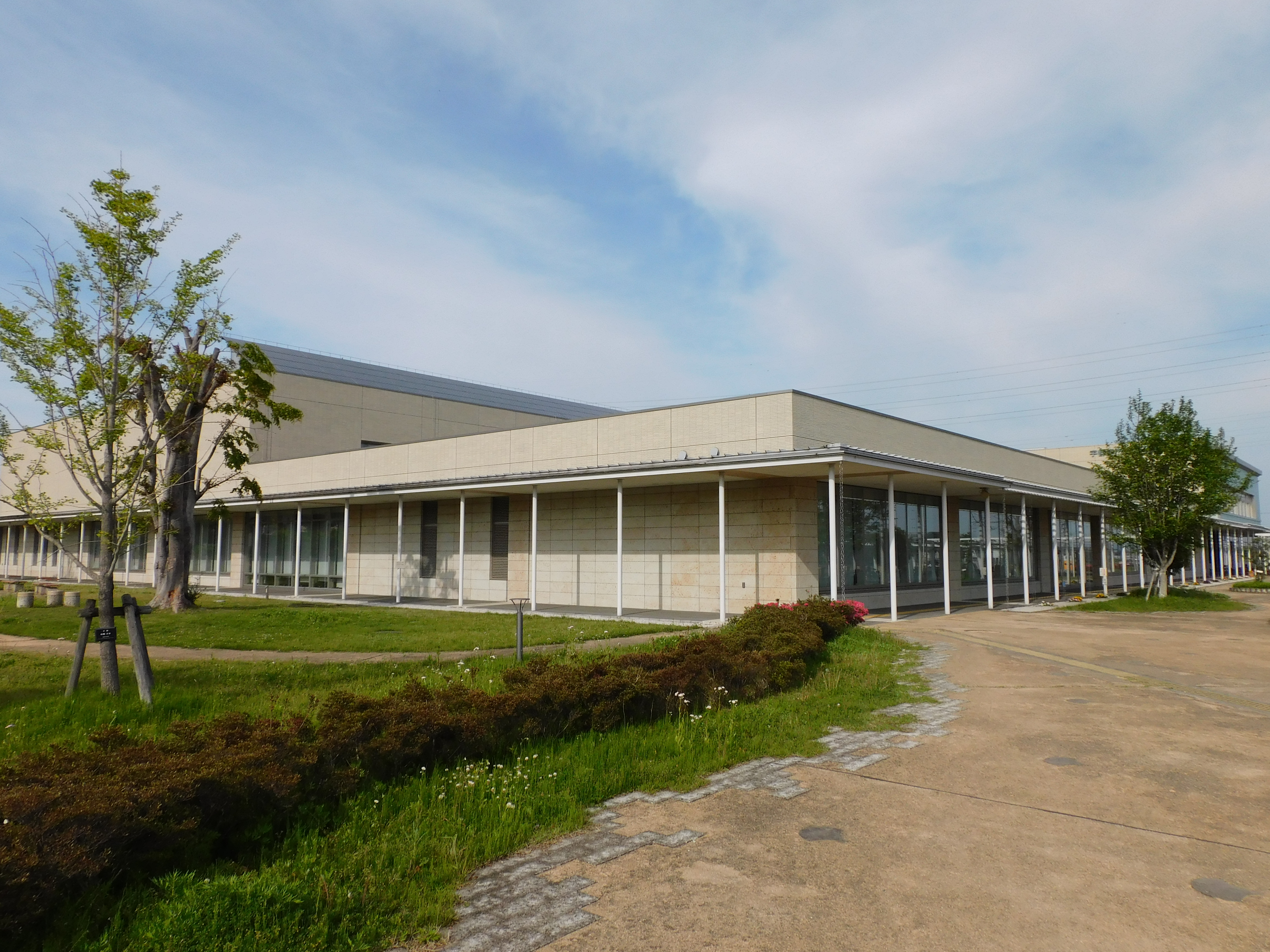
南図書館

年末年始休館の他、週に1回各図書館毎に休館日が設定されている。

### 中央図書館
- 所在地 栃木県宇都宮市明保野町7-57

宇都宮刑務所跡地を再開発した「明保野公園」内に設置。当初は、市立図書館と称した。

### 東図書館
- 所在地 宇都宮市中今泉3-5-1
- 同一建物内に宇都宮市東市民活動センターと宇都宮市東生涯学習センター、宇都宮市立視聴覚ライブラリー、駅東出張所を併設している。

### 河内図書館
指定管理者制度を導入しており、大高商事・紀伊國屋書店・藤井産業共同事業体が管理運営を行う。河内町立図書館だった1994年（平成6年）度の住民1人当たりの貸出冊数は7.7冊で、県内では高根沢町図書館に次ぐ2位（野木町立図書館と同順位）であった。
- 所在地 宇都宮市中岡本町3397

### 上河内図書館
- 所在地 宇都宮市中里町182-1

### 南図書館
指定管理者制度を導入しており、紀伊國屋書店・大高商事・藤井産業共同事業体が管理運営を行う。
- 所在地 　栃木県宇都宮市雀宮町56番地1
- 独自のウェブサイトを開設
- 学習閲覧室、サザンクロスホール、会議室、キッズルーム、ギャラリー、カフェなどを備える。
- 駐車場は500台収容可能。雀宮駅東口直ぐという立地のため、コインパーキング方式(図書館利用者は最大6時間使用できる)
  - サザンクロスホール

400人収容の電動式移動観覧席がある多目的ホール

## 図書室等
年末年始以外は休館日無し。利用者カードの作成は平日のみ。
一覧
| 図書室名               | 所在             | 設置年 | 蔵書数（冊） | 備考                               |
| ---------------------- | ---------------- | ------ | ------------ | ---------------------------------- |
| 中央生涯学習センター   | 中央1-1-13       | 1987   | 21,506       |                                    |
| 西生涯学習センター     | 西一の沢町17-32  | 2002   | 3,442        |                                    |
| 南生涯学習センター     | 江曽島2-4-23     | 1999   | 10,076       |                                    |
| 北生涯学習センター     | 若草3-12-25      | 2001   | 6,796        |                                    |
| 平石生涯学習センター   | 下平出町158-1    | 2002   | 8,172        |                                    |
| 清原生涯学習センター   | 清原工業団地15-4 | 1991   | 8,330        |                                    |
| 横川生涯学習センター   | 屋板町576-1      | 2006   | 8,584        |                                    |
| 瑞穂野生涯学習センター | 下桑島町1030-1   | 1992   | 7,220        |                                    |
| 城山生涯学習センター   | 大谷町1059-5     | 1994   | 7,882        |                                    |
| 国本生涯学習センター   | 宝木本町1868-1   | 2000   | 9,233        |                                    |
| 富屋生涯学習センター   | 徳次郎町80-2     | 1997   | 8,265        |                                    |
| 豊郷生涯学習センター   | 岩曽町825-1      | 1996   | 9,309        |                                    |
| 篠井生涯学習センター   | 下小池町466-1    | 1991   | 7,363        |                                    |
| 姿川生涯学習センター   | 西川田町805-1    | 2003   | 8,059        |                                    |
| 雀宮生涯学習センター   | 新富町9-4        | 1990   | 10,459       | 2013年移転                         |
| 田原コミュニティプラザ | 上田原町1        | ????   | 17,501       | 視聴覚資料の予約・受取・返却が可能 |

### ブランチ
- 図書館ブランチ（バンバ出張所5階）[14]

2007年7月31日開設。図書の用意はなく、出張所の窓口にて予約した図書の受取や、各図書館で借りた本の返却ができる。

## 主な取り組み

### 他の図書館との連携企画
栃木SCのホームタウンであることにちなみ、東図書館ではザスパ草津（現・ザスパクサツ群馬）の草津町立図書館（現・草津町立温泉図書館）、水戸ホーリーホックの水戸市立内原図書館と合同で2011年（平成23年）10月25日から12月4日にかけて「図書館で北関東ダービー!?」と銘打った企画を実施した。この企画ではそれぞれの市町の歴史や文化について書かれた本を紹介するコーナーが設けられ、観光パンフレットなども置かれた。

### コロナウイルス対策
南図書館では、図書館での長期滞在によるコロナウイルス感染症の感染拡大を防止する観点から、職員が選んだおすすめの本をセットにした「きぶなぶっく!」を準備した。しかし図書館は臨時休館を余儀なくされた。一方、コロナウイルス感染症の流行に伴ってきぶなへの市民の関心が高まり、図書館が所蔵する立松和平著の絵本『黄ぶな物語』に注目が集まった。休館中で貸し出しが不可能なため、『黄ぶな物語』を朗読する動画を映画監督の安孫子亘が撮影し、南図書館が配信することになった。